# 1852 у літературі

## Твори
- «Хатина дядечка Тома» (англ. Uncle Tom's Cabin) — роман Гаррієт Бічер-Стоу (опублікований у 1853).

## Померли
- 4 березня — Гоголь Микола Васильович, український і російський письменник, драматург (народився в 1809).
- 24 квітня — Жуковський Василь Андрійович, російський поет, перекладач, критик, академік Петербурзької Академії Наук (народився в 1783).